# Manuela Rotundo
Manuela Rotundo Silvera (* 19. Juli 2004 in Paysandú) ist eine uruguayische Leichtathletin, die sich auf den Speerwurf spezialisiert hat. Sie ist momentane Inhaberin des Landesrekordes in dieser Disziplin.

## Sportliche Laufbahn
Erste internationale Erfahrungen sammelte Manuela Rotundo im Jahr 2021, als sie bei den U20-Südamerikameisterschaften in Lima mit einer Weite von 46,45 m die Silbermedaille gewann. Anschließend siegte sie mit 47,15 m bei den U18-Südamerikameisterschaften in Encarnación. Im Jahr darauf belegte sie bei den Ibero-Amerikanischen Meisterschaften in La Nucia mit neuem Landesrekord von 55,81 m den fünften Platz. Anschließend gewann sie bei den U20-Weltmeisterschaften in Cali mit 55,11 m die Bronzemedaille und wurde bei den U23-Südamerikameisterschaften in Cascavel mit 53,26 m Fünfte. Kurz darauf gelangte sie bei den Südamerikaspielen in Asunción mit 53,23 m auf Rang vier. 2023 siegte sie bei den U20-Südamerikameisterschaften in Bogotá mit neuem Landes- und Meisterschaftsrekord von 56,24 m. Anschließend belegte sie bei den Südamerikameisterschaften in São Paulo mit 54,66 m den fünften Platz und siegte dann mit 55,49 m bei den U20-Panamerikameisterschaften in Mayagüez. Im November gelangte sie bei den Panamerikanischen Spielen in Santiago de Chile mit 58,35 m auf Rang sechs. Im Jahr darauf gewann sie bei den Ibero-Amerikanischen Meisterschaften in Cuiabá mit neuem Landesrekord von 61,84 m die Bronzemedaille hinter der Kolumbianerin Flor Ruíz und Jucilene de Lima aus Brasilien. Im September siegte sie mit 57,27 m bei den U23-Südamerikameisterschaften in Bucaramanga. Zudem begann sie ein Studium an der University of Georgia in den Vereinigten Staaten.
Im April 2025 steigerte sie in Gainesville den Landesrekord auf 64,17 m und belegte kurz darauf bei den Südamerikameisterschaften in Mar del Plata mit 56,48 m den vierten Platz.
In den Jahren von 2021 bis 2024 wurde Rotundo uruguayische Meisterin im Speerwurf.